# 馬特奧·比安凱蒂
馬特奧·比安凱蒂（義大利語：Matteo Bianchetti；1993年3月17日—）是一位意大利足球運動員，在場上的位置是中後衛。現效力於意大利足球乙級聯賽球隊克雷莫納。他也代表意大利各級青年國家足球隊參加賽事。